# Johann Friedrich Klotzsch
Johann Friedrich Klotzsch est un pharmacien et botaniste prussien, né le 9 juin 1805 à Wittemberg et mort le 5 novembre 1860 à Berlin. Ses principaux travaux concernent la mycologie, avec l'étude et la description de nombreuses espèces de champignons.

## Liste partielle des publications
- Mykologische Berichtigungen zu der nachgelassenen Sowerbyschen Sammlung, so wie zu den wenigen in Linneschen Herbarium vorhandenen Pilzen nebst Aufstellung einiger ausländischer Gattungen und Arten (1832)
- Herbarium vivum mycologicum sistens fungorum per totam Germaniam crescentium collectionem perfectam (1832)